# Daniel le Stylite

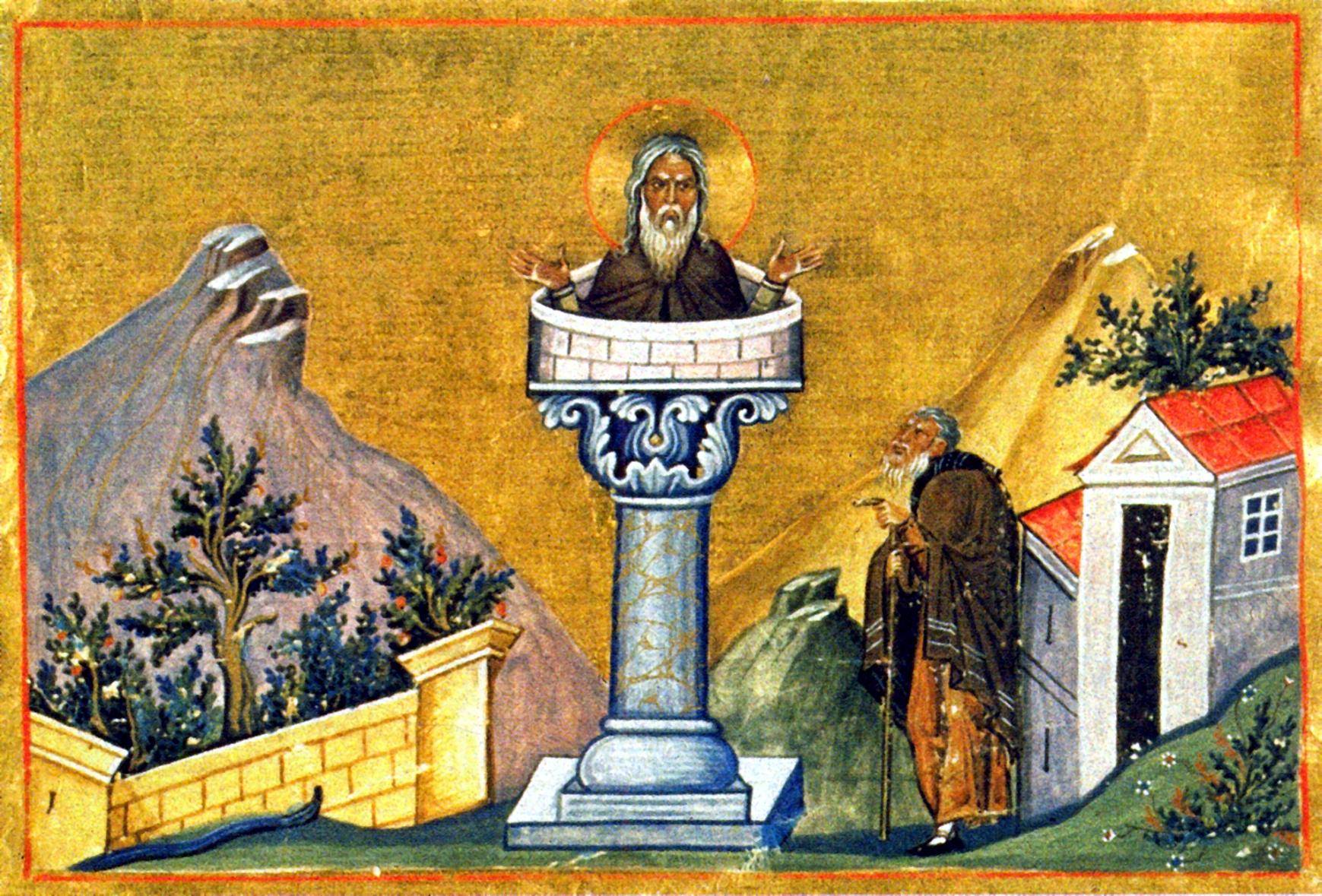
Saint Daniel le Stylite dans le Ménologe de l'empereur Basile II.

Daniel le Stylite, né à Marathe près de Samosate en Syrie, en 410, mort près de Constantinople en 493, est d'abord moine, et rencontre Siméon l'Ancien, dit le Stylite (v.390 - v.459), qui vit au sommet d'une colonne et qu'il prit pour modèle. 
Vivant près de Constantinople, lorsqu'il apprit la mort de Siméon, il décide de se retirer à son exemple au sommet d'une colonne. Il y reste plus de trente ans, dans la méditation et la prière. Il exerce une grande influence dans la capitale de l'Empire d'Orient, y compris auprès des empereurs, et est en théologie un adversaire du monophysisme.
Canonisé par les Églises chalcédoniennes, il est fêté le 11 décembre par les chrétiens orthodoxes et catholiques.

## Enfance
Daniel est né en 409 ou 410 dans une famille de langue syriaque à Mératha, village proche de Samosate, alors capitale du royaume de Commagène situé près de l'Euphrate, au centre sud de l'actuelle Turquie. Lorsqu'il eut cinq ans, ses parents décidèrent de le consacrer à Dieu et le conduisirent à un monastère proche du village. L'enfant n'avait pas encore reçu de nom. Sa mère, restée longtemps stérile et l'ayant eu à la suite de ferventes prières, estimait en effet qu'il devait recevoir son nom de Dieu. 
L’higoumène du monastère ouvrit alors un ouvrage saint au hasard : il tomba sur Daniel le prophète et donna son nom à l'enfant. Compte-tenu de son jeune âge, les moines refusèrent de le garder et il retourna donc dans sa famille. Dans sa douzième année, il partit de lui-même et parvint à se faire accepter dans un monastère où il séjournera pendant vingt-cinq ans. Il y devint rapidement le disciple préféré de son supérieur.

## Première rencontre avec Siméon dit le Stylite
Appelé un jour à accompagner son supérieur à Antioche, à l'occasion d'une réunion d'archimandrites, Daniel fait étape au koinobion (couvent) du village de pèlerinage de Télanissos (actuel Deir Sem'ân), proche de la mandra (espace saint autour de la colonne délimité par un muret) de Siméon dit le Stylite, alors objet de controverse entre les moines de Syrie et ceux de Mésopotamie, défavorables à ce type d’ascèse. Malgré cela, Daniel, très impressionné, grimpe par une échelle jusqu'au saint qui lui donne sa bénédiction, lui prédisant qu'il « souffrirait beaucoup pour Jésus-Christ ». 

## Voyage vers les lieux saints
En 447, année de la mort de son supérieur et alors qu'il a trente-sept ans, Daniel devient l’higoumène de son sanctuaire qu'il quitte bientôt pour visiter les lieux saints. Il passe alors deux semaines dans la mandra de Siméon avant de partir pour la Palestine. En chemin, il a par deux fois la vision de Siméon qui lui ordonne de changer de destination et de gagner Constantinople, la « nouvelle Jérusalem » auprès de laquelle il pourrait « aisément trouver la quiétude du désert ». Il y restera cinq ans.  

## Installation à Saint-Michel d'Anaple
En 451, il gagne l'oratoire de Saint-Michel d'Anaple où il passe sept jours à prier jour et nuit. Puis il s'enferme en reclus dans un ancien temple peuplé de démons, qui se situe à proximité et domine le Bosphore. Grâce à la prière, il en chasse « les esprits impurs » qui coulaient les navires dans le détroit. Sa réputation attire de nombreux visiteurs avec lesquels il communique par une étroite ouverture. Les clercs de Saint-Michel en prennent ombrage et l'accusent de monophysisme auprès du patriarche Anatole qui le fait amener à Byzance. Édifié par la foi du moine et reconnaissant de l'avoir guéri d'une grave maladie par ses prières, Anatole rejette ces accusations et laisse Daniel regagner sa retraite où il restera neuf ans.
Alors qu'il atteint en 460 sa cinquante et unième année, Daniel a une vision de Siméon qui lui ordonne de prendre son exemple. Cette vision est confirmée par la venue de l'un de ses disciples, Serge, qui annonce à Daniel la mort de Siméon et lui remet la cuculle du stylite dont Léon Ier n'avait pas voulu. Daniel quitte alors le temple où il vivait reclus pour s'installer sur une colonne « haute de la taille de deux hommes ». Le propriétaire des lieux, un certain Gélanios, préposé à la Table impériale, tente alors de chasser Daniel mais un orage soudain qui détruit ses vignes l'en dissuade. Il fait aussitôt construire une nouvelle colonne, plus haute, aux pieds de laquelle s'installe Serge pour assurer la direction des disciples de plus en plus nombreux du nouveau stylite. Daniel multiplie les guérisons et au bout de quelques années, il reçoit des visites illustres comme celles de l’ex-consul Cyrus et de l’impératrice Eudoxia II. Grâce aux prières du stylite, Léon Ier obtient d'avoir un fils et en signe de reconnaissance fait édifier une troisième colonne, double de la précédente. 
En 465, l'empereur demande au patriarche Gennade d'ordonner prêtre Daniel. Puis il fait construire un palais près de l'église Saint-Michel l'Archange, où il emmène ses invités de marque, notamment étrangers, visiter Daniel. C'est ainsi que le stylite devient arbitre des différends qui pouvaient les opposer. Daniel manifeste par ailleurs le don de prophétie. Il prédit notamment  l'usurpation de Basilisque contre Zénon et lorsque ce dernier prend le pouvoir en 475, Daniel descend de sa colonne et prend la tête d'une manifestation qui force l'usurpateur à renoncer aux mesures en faveur du monophysisme qu'il avait entreprises. La colonne de Daniel devient alors l'un des lieux les plus vénérés des alentours de Constantinople. L'empereur Anastase, qui succède à Zénon en 491, y fait transporter les reliques de Siméon à la demande de Daniel qui accepte, en échange, qu'un monastère soit construit à proximité de la mandra.  

## Dormition de Daniel
En 493,  ayant prédit sa mort prochaine, Daniel rassemble tous ses disciples pour leur donner son dernier enseignement. Assisté par leurs prières et par le patriarche Euphémius qui le rejoint sur sa colonne, Daniel rend le dernier soupir devant la foule qui avait envahi les lieux. Sa dépouille est alors présentée à la vénération du peuple « en la faisant tourner sur une planche ». Puis, elle est descendue dans un cercueil de plomb par un escalier en spirale jusque dans l’oratoire du monastère où, selon son vœu,  il est enseveli sous les trois autres reliques des saints Ananie, Azarie et Misaël, récemment transférées de Babylone à Constantinople, « de sorte que si quelqu'un voulait vénérer sa tombe, il attribuât aux Saints Martyrs la satisfaction de ses demandes ». C'était le 11 décembre et Daniel avait atteint sa quatre-vingt-quatrième année.